# 前分節動物門
前分節動物門（學名：Proarticulata），又名盾狀動物門或雙側動物門，是一個已經完全滅絕的動物門，由Mikhail Fedonkin在1985年所建立。牠們是一類非常早期的兩側對稱動物。其化石僅出現於前寒武紀末期的埃迪卡拉紀地層當中。
它們簡單而奇特的形態使其生活方式和與其他生物間的親緣關係一直以來飽受爭議。如今它們普遍被認為屬於後生動物，且由於身體中央具有明顯的對稱軸，被視為兩側對稱動物的基幹演化支。但特別的是其身體兩側的體節呈滑移對稱而非簡單的兩側對稱，這種具有交錯對稱性質的體節被稱為異構體節。

## 語源
前分節動物門的學名“Proarticulata”由希臘語字根（pro- = "before"，在…之前）與「Articulata」（分節動物，指節肢動物、環節動物等身體具有真正分節現象的動物）兩部份組成。

## 形態學

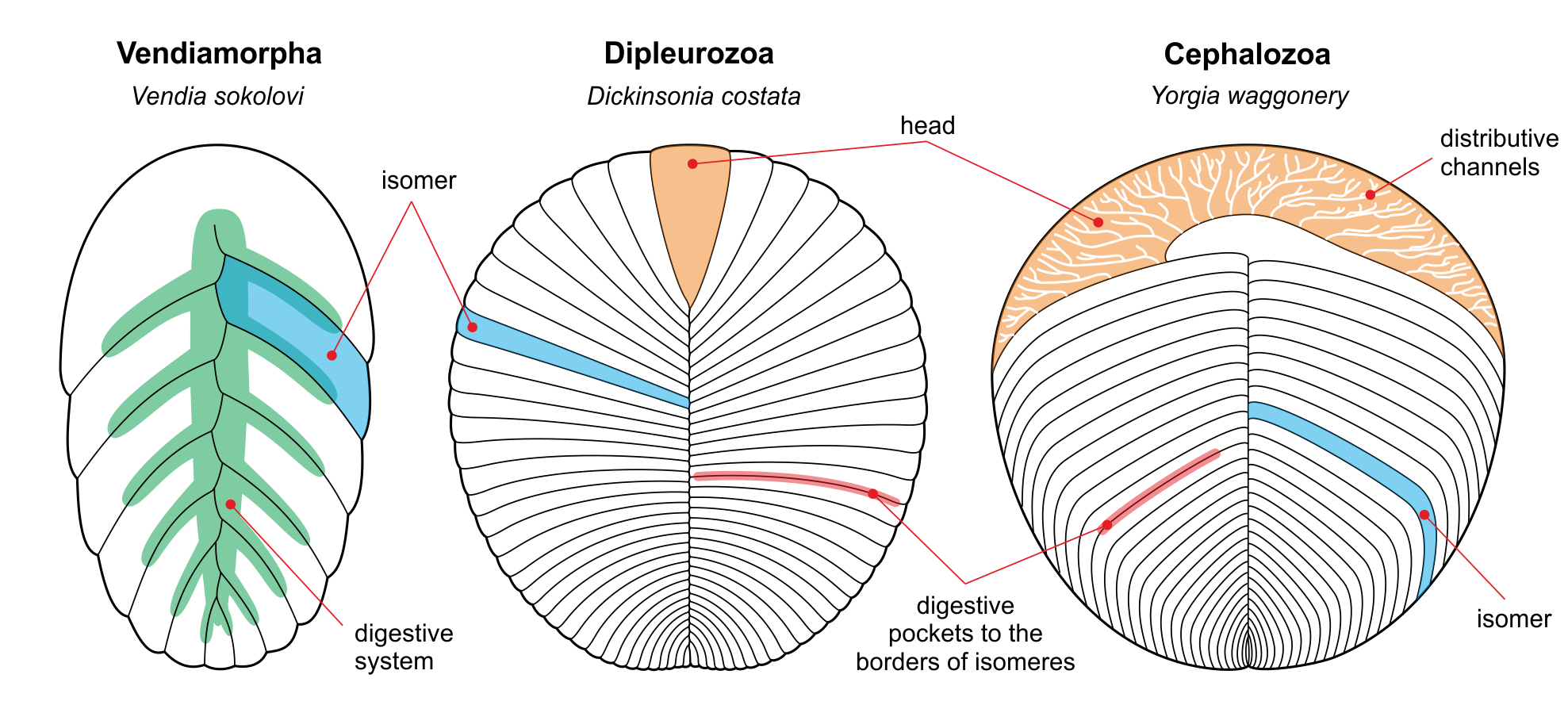
前分節動物門下三綱物種比較圖。
由左至右為文德形綱的文德蟲屬（Vendia sokolovi）、雙側水母綱的肋脈狄更遜水母（Dickinsonia costata）和頭水母綱的約爾加蟲屬（Yorgia waggoneri）

### 文德形綱（Vendiamorpha）
身體完全分節，所有異構體節向後彎曲，第一個異構體節通常比其餘的大得多。身體背面的前兩個異構體節部分融合。代表物種如：文德蟲、似文德蟲和卡拉赫塔蟲等。

### 雙側水母綱（Dipleurozoa）
身體呈亞輻射對稱，完全分節，以狄更遜水母為代表。狄更遜水母的幼體有著明顯的、未分節的頭部區域，但面積隨著生長發育過程而逐漸減小。成熟個體的外觀會發生劇烈轉變，身體前端的頭部縮小到幾乎無法與異構體節區分。

### 頭水母綱（Cephalozoa）
身體不完全分節，有一髮箍狀、不分節的「頭部」。例如：約爾加蟲、古盾蟲、斯普里格蠕蟲和瑪麗韋德蟲等。一些約爾加蟲科的物種展現出了身體左右兩側不完全對稱的特徵，例如約爾加蟲的第一個右側異構體節是唯一一個從身體左側發出並跨過中軸延伸到右側的異構體節；古盾蟲有一個不成對的長條狀構造從成排異構體節的最前方發散出，並在頭部內形成盤捲的構造，可能為一個不規則的異構體節。
斯氏奧涅加蟲（Cephalonega stepanovi）和具鉤塔木加蟲（Tamga hamulifera）身體的異構體節區被外圍的不分節區域所包圍。Cephalonega stepanovi的異構體節彼此相互連結，形成一個有如橡皮筏的異構體節區；而具鉤塔木加蟲的異構體節彼此分離，不互相接觸。
Lossinia身體中央未分節的區域沒有明顯可見的異構體節，而是有許多葉狀的異構體節從未分節區域的外圍發散出去。

## 屬及種

### 實體化石
- Armillifera Fedonkin, 1980[13]

A. parva Fedonkin, 1980
- 安迪瓦蟲屬（Andiva） Fedonkin, 2002[14]

伊氏安迪瓦蟲 A. ivantsovi Fedonkin, 2002
- 古盾蟲屬（Archaeaspinus） Ivantsov, 2007[6] (=Archaeaspis Ivantsov, 2001)[11]

費氏古盾蟲 A. fedonkini Ivantsov, 2001
- 奧涅加蟲屬（Cephalonega） Ivantsov et al., 2019[15][16] (=Onega Fedonkin, 1976)[11][17]

斯氏奧涅加蟲 C. stepanovi Fedonkin, 1976
- Chondroplon Wade, 1971 （可能是狄更遜水母屬的異名）

C. bilobatum Wade, 1971
- 藍山蟲屬（Cyanorus） Ivantsov, 2004[8]

獨特藍山蟲 C. singularis Ivantsov, 2004
- 狄更遜水母屬（Dickinsonia） Sprigg, 1947

肋脈狄更遜水母 D. costata Sprigg, 1947
曼氏狄更遜水母 D. menneri Keller 1976 (=Vendomia menneri Keller 1976)
纖細狄更遜水母 D. tenuis Glaessner et Wade, 1966
- 伊沃維克蟲屬（Ivovicia） Ivantsov, 2007[11]

細皺伊沃維克蟲 I. rugulosa Ivantsov, 2007
- 卡拉赫塔蟲屬（Karakhtia） Ivantsov, 2004

尼氏卡拉赫塔蟲 K. nessovi Ivantsov, 2004
- Lossinia Ivantsov, 2007[11]

L. lissetskii Ivantsov, 2007
- 瑪麗韋德蟲屬（Marywadea） Glaessner, 1976

卵形瑪麗韋德蟲 M. ovata Glaessner et Wade, 1966
- 卵盾蟲屬（Ovatoscutum） Glaessner et Wade, 1966

同心卵盾蟲 O. concentricum Glaessner et Wade, 1966
- 似文德蟲屬（Paravendia） Ivantsov, 2004[6][8]

亞娜似文德蟲 P. janae Ivantsov, 2001 (=Vendia janae Ivantsov, 2001)
- Phyllozoon Jenkins et Gehling, 1978

P. hanseni Jenkins et Gehling, 1978
- Podolimirus Fedonkin, 1983

P. mirus Fedonkin, 1983
- Praecambridium Glaessner et Wade, 1966

P. siggilum Glaessner et Wade, 1966
- 斯普里格蠕蟲屬（Spriggina） Glaessner, 1958

弗氏斯普里格蠕蟲 S. floundersi Glaessner, 1958
- 塔木加蟲屬 （Tamga）Ivantsov, 2007[11]

具鉤塔木加蟲 T. hamulifera Ivantsov, 2007
- 文德蟲屬（Vendia） Keller, 1969[6][8]

索氏文德蟲 V. sokolovi Keller, 1969
中軸文德蟲 V. rachiata Ivantsov, 2004
- ? 溫德米爾水母屬（Windermeria） Narbonne, 1994

艾氏溫德米爾水母 W. aitkeni Narbonne, 1994
- 約爾加蟲屬（Yorgia） Ivantsov, 1999[7]

瓦氏約爾加蟲 Y. waggoneri Ivantsov, 1999

### 痕跡化石
- Epibaion Ivantsov, 2002[12][19]

E. axiferus Ivantsov, 2002
E. waggoneris Ivantsov, 2011  (瓦氏約爾加蟲的生痕化石）
E. costatus Ivantsov, 2011  (肋脈狄更遜水母的生痕化石）

## 外部連結
- Database of Ediacaran Biota Advent of Complex Life